# KV14
KV14 i Konungarnas dal utanför Luxor i Egypten var begravningsplats för drottning/farao Tausret under Egyptens nittonde dynasti och farao Setnakhte från Egyptens tjugonde dynasti. Det är även möjligt att farao Seti II har varit begraven i KV14.
Graven är uthuggen i bergssidan i slutet av den sydvästra grenen från huvudwadin i dalen mellan KV13 och KV38. Graven inleds med korridorer dekorerade med reliefer av drottningen och Siptah och scener från De dödas bok som följs av dekorationer från Öppna munnen ritualen. Graven har två gravkammare. Den första har försänkt golv och valvtak som bärs upp av åtta pelare. Gravkammaren är dekorerad med motiv från Cavernes bok, Portarnas bok och Jordens bok. Gravkammaren och har fyra sidokammare. En korridor med sidokammare leder vidare till den andra gravkammaren som har liknande geometriskt utförande som den första och är dekorerad med motiv från Portarnas bok. En trasig sarkofag står på det försänkta golvet i den andra gravkammaren. Graven har genomgått fler utvecklingsfaser, sannolikt beroende på att Tausret fick ökad status när hon gick från drottning till regerande farao.
KV14 är totalt 158 m lång, och är en av de större gravarna i Konungarnas dal.
Graven hittades 1737–1738 och grävdes ut 1893–1895 och senare även 1983–1987.

## Galleri

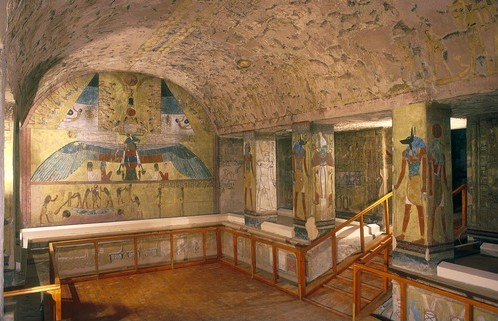
Den första gravkammaren
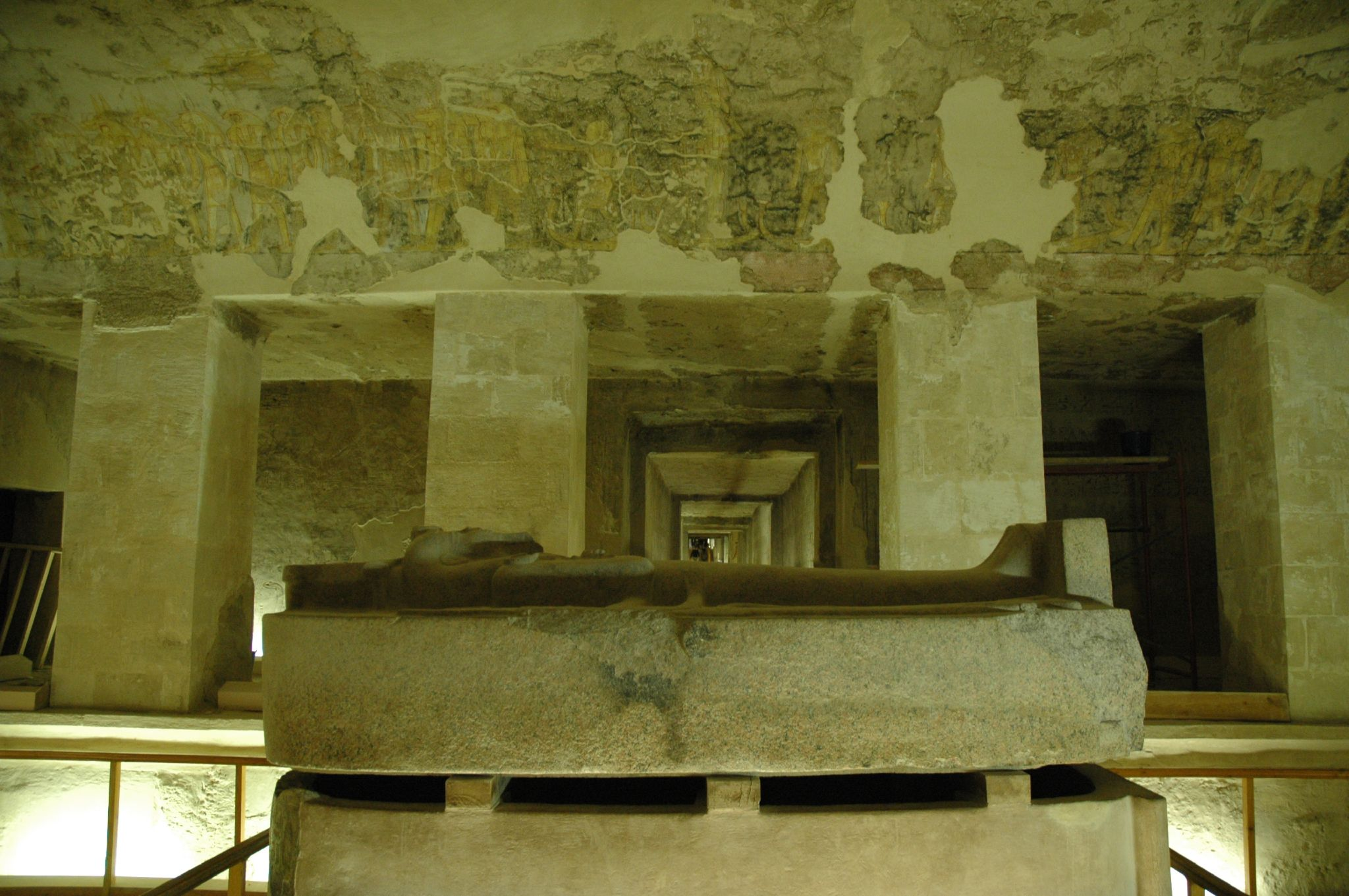
Den andra gravkammaren
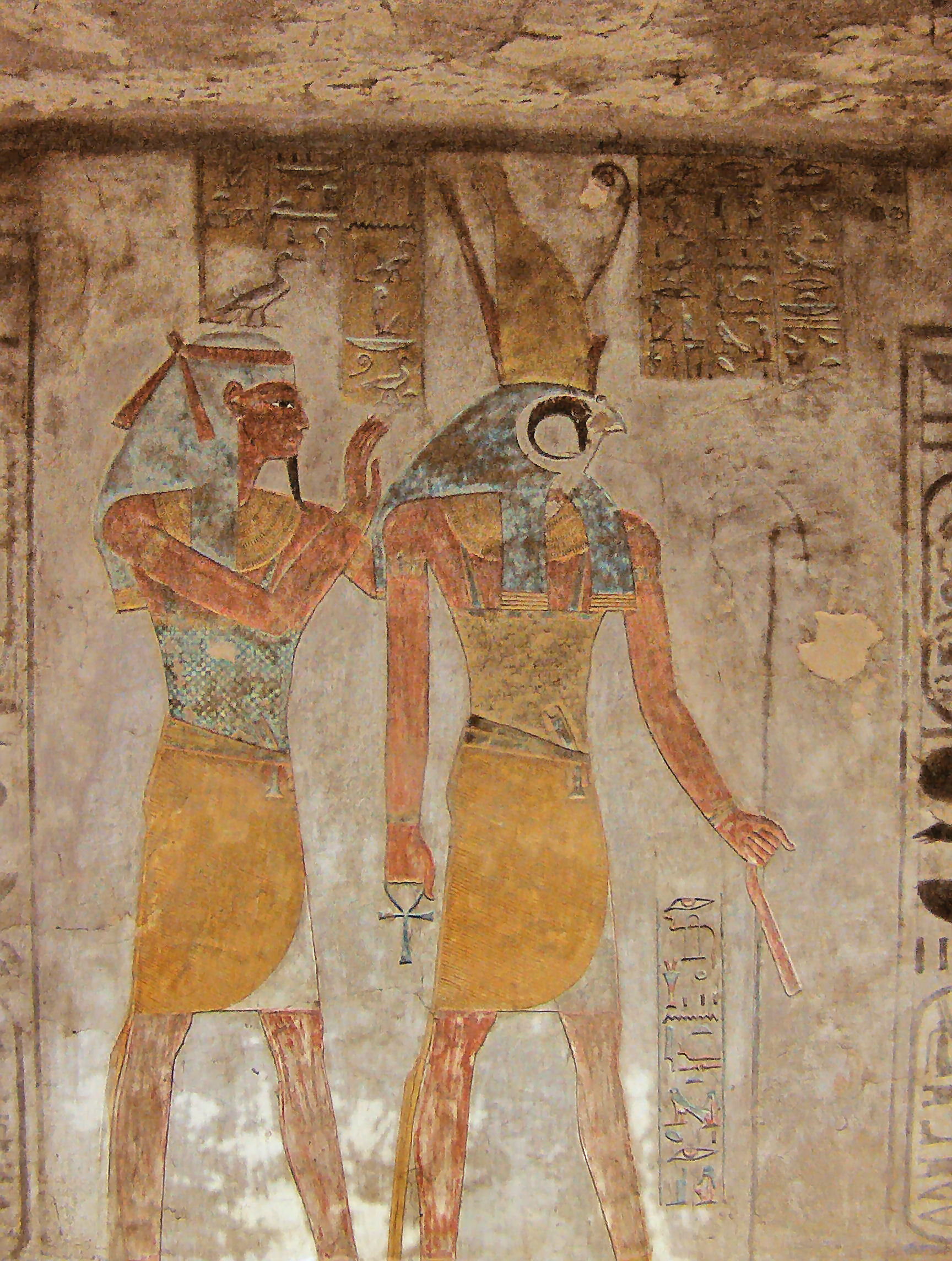
Väggdekoration föreställande gudarna gods Horus och Geb.